# تپه چیا گل گل
تپه چیا گل گل مربوط به سده‌های اولیه دوران‌های تاریخی پس از اسلام است و در شهرستان سلسله (الشتر)، بخش فیروزآباد، دهستان فیروز آباد، روستای پشت تنگ گل گل واقع شده و این اثر در تاریخ ۷ اسفند ۱۳۸۶ با شمارهٔ ثبت ۲۱۳۲۳ به‌عنوان یکی از آثار ملی ایران به ثبت رسیده است.